# 이연화 (모델)
이연화(1991년 10월 6일 ~ )는 대한민국의 피트니스 모델이다.

## 생애
서울특별시에 태어나 경희대학교 예술디자인학과로 졸업했다. 피트니스 모델을 활동하면서 2017년 맥스큐 머슬마니아 오리엔탈 챔피언쉽에서 패션모델 부문 1위를 차지했다. 이관개방증 질환을 앓았는데, 약 1년 동안 힘든 시기를 보내며, 극복하기 위해서 운동을 시작했다고 한다.

## 출연작

### 예능/교양
- 2017년 SBS 《생방송 투데이》
- 2017년 tvN 《문제적 남자》
- 2018년 TV조선 《전설의 볼링》
- 2019년 SBS 플러스 《좋은친구들》

## 홍보대사
- 2018년 부산국제밸런스페스티벌 홍보대사

## 수상
- 2017년 모델 월드 유니버스 파이널리스트 모델
- 2017년 아시아 챔피언쉽 패션모델 그랑프리